# スポーツ一般 (2ちゃんねる・5ちゃんねるカテゴリ)
スポーツ一般（スポーツいっぱん）は、匿名掲示板2ちゃんねる（2ちゃんねる (2ch.net)、2ちゃんねる (2ch.sc)、5ちゃんねる）のカテゴリの1つで、スポーツに関する板をまとめている。ただし、野球・サッカーなどは球技カテゴリ、格闘技系は格闘技カテゴリにある。
ローカルルールにて当カテゴリ内にある各板では実況禁止厳守となっており、実況板あるいは実況ch内に属する各板を利用することになっている。

## 歴史
- 1999年6月13日 - スポーツ板新設
- 1999年10月27日 - スキースノボ板新設
- 2000年1月3日 - 釣り板新設
- 2000年1月26日 - モータースポーツ板新設
- 2000年2月3日 - 自転車板新設
- 2000年7月25日 - オリンピック板新設
- 2000年8月8日 - マリンスポーツ板新設
- 2000年8月15日 - バス釣り板新設
- 2002年1月21日 - xsports板新設
- 2002年5月31日 - スポーツサロン板(当初はワールドカップ難民板)新設
- 2002年6月3日 - ワールドカップ実況板新設
- 2002年7月3日 - ワールドカップ実況板閉鎖
- 2003年11月23日 - 冬スポーツ板新設
- 2004年2月28日 - 陸上競技板新設
- 2004年7月29日 - 懐かしスポーツ板、体操・新体操板、スケート板、水泳板、船スポーツ板、空スポーツ板、乗馬・馬術板、的スポーツ板、公園スポーツ板新設
- 2004年7月30日 - スポーツ施設板、ウエイトトレーニング板、運動音痴板、アメスポ板、チアリーディング板新設
- 2004年8月19日 - スポーツカテゴリを分割してスポーツ一般カテゴリ・球技カテゴリ・格闘技カテゴリ新設

## 主な掲示板
26個の板からなる。（2009年6月現在）

### スポーツサロン板
スポーツサロン板はスポーツについての情報交換をするための掲示板。各競技の専門板と比べて軽く浅く語れる。野球、サッカー、バスケットボール、スケート、駅伝など各種競技のスレッドや監督や選手について語り合うスレッドがたっている。
元々は2002 FIFAワールドカップ開催時にワールドカップ板の負担を軽減するため「＠ワールドカップ難民板」として新設された板で、ワールドカップ開催中は「ワールドカップ実況B」に改称されて存在していた。その後、2002ワールドカップの終了に伴って板の役割も変わり、2002年7月9日から現在の「スポーツサロン」に改称された。
ローカルルールでは実況のほか、プロ野球・サッカーなどスポーツを嫌う人向けのアンチスレッドが禁止されている。

### スポーツ板
スポーツに関する話題を扱う板。専門板のあるものは扱わない。

### 懐かしスポーツ板
学校の休み時間にしたような懐かしいスポーツに関する話題を扱う板。

### スポーツ施設板
競技場などのスポーツ施設に関する話題を扱う板。

### 陸上競技板
陸上競技に関する話題を扱う板。

### 体操・新体操板
体操や新体操に関する話題を扱う板。

### ウエイトトレ板
スポーツカテゴリーに分類され、ウエイトトレーニング、ボディビルに関する話題を扱う。正式名称はウエイトトレーニング＠2ch掲示板。通称ウエイト板。
スポーツ板より「マッチョ系スポーツ（仮）板」として分離、その後現在の名称になる。ウエイトトレーニングについての情報交換、有名人の体の批評やそうなるための方法の議論が話題の中心。

### 運動音痴板
スポーツ、体育が苦手な人が集まり、苦手な運動を克服する方法や、文部科学省に体育科目の廃止を求め糾弾したり、スポーツ・体育好きの人、果てにはスポーツ選手の悪口を言い鬱憤を晴らしたりしている。板の中には、運動音痴同士でスポーツをしようという趣旨のスレッドもあり、オフ会を兼ねている。正式名称は「運動音痴(仮)＠2ch掲示板」。

#### 歴史
- 2004年7月30日 - 新設された。(sport7サーバー)
- 2005年7月1日 - サーバー移転(sport7→sport9)。

### 冬スポーツ板
アイスホッケーやカーリングなど冬に行うスポーツに関する話題を扱う板。専門板のあるスキー、スノーボード、スケートは扱わない。

### スキースノボ板
スキーやスノボに関する話題を扱う板。正式名称は「スキー・スノボ板＠2ch掲示板」。通称：スス板。季節スポーツということもあり、オフシーズンは過疎板となるが、シーズンになると賑わいを見せる。

### スケート板
スケート全般を扱う掲示板だがフィギュアスケートに関するスレッドが大半を占める。ローラースケートはxsports板、スピードスケートやショートトラックは冬スポーツ板やオリンピック板で扱われている。2004年7月29日に設立された。

### 水泳板
競泳や飛び込みやアーティスティックスイミングや水球などの水泳競技に関する話題を扱う板。

### マリンスポーツ板
サーフィンやスクーバダイビングなどのマリンスポーツに関する話題を扱う板。

### 船スポーツ板
ヨットやボートやカヌーなど船を使ったスポーツに関する話題を扱う板。

### 空スポーツ板
パラグライダーやハングライダーなどスカイスポーツに関する話題を扱う板。

### 釣り板
釣りに関する話題を扱う板。

### バス釣り板
バス釣りに関する話題を扱う板。

### 自転車板
自転車板はツール・ド・フランスからママチャリに至るまで、広く自転車に関する話題を扱う板である。
完成車や部品などの機材、ヘルメット、空気入れ、サイクルジャージといった用品に関する基本的なことからツーリングやロードレース等の自転車旅行・競技にまつわる幅広い話題を扱う。競輪関係の話題は競輪板で扱うため機材としてのトラックレーサー関連のスレッドがわずかに存在するにとどまる。
有志によってモナーの人形をリレーで繋ぐ日本一周ぬいぐるみリレー@自転車板や、ギコ猫の図柄が入ったウェアを共同購入するスレッド、板住人が余った部品を持ち寄って自転車を組み上げ、時には初心者に贈呈するという太っ腹な企画が存在する。また安全対策やトレーニングの方法、これから本格的にスポーツ自転車をはじめようとしている参加者のための購入相談スレッドなど啓蒙的内容が多くみられ、他には地域別の御当地ツーリングスポットの話題も多い。

#### 歴史
- 2000年2月4日　バイク板として誕生。
- サーバー移転。(piza→mentai) 自転車板へ名称変更。
- サーバー移転。(mentai→curry)
- サーバー移転。(curry→natto)
- サーバー移転。(natto→sports)
- サーバー移転。(sports→sports3)
- サーバー移転。(sports3→sports7)
- サーバー移転。(sports7→sports9)
- サーバー移転。(sports9→sports10)
- サーバー移転。(sports10→sports11)

### 乗馬・馬術板
乗馬・馬術板は馬術競技や乗馬クラブなど、乗馬、馬術というスポーツに関する話題を扱う板である。
学生馬術や乗馬クラブ、乗馬の用具や用語、技術、競技、選手、あるいは乗馬用馬に対する思い入れなど、幅広く乗馬、馬術に関連する話題を取り扱っている。
競馬に関する話題については競馬板が取り扱っている。
話題としては乗馬クラブに関する口コミ情報のスレッド、初心者の質問にベテランが答えるスレッド、用具の良し悪しを論評するスレッド、乗馬に関係する体験談を語り合うスレッドなどが見られる。

### モータースポーツ板
F1・モータースポーツ板はモータースポーツ全般（世界ラリー選手権、ロードレース世界選手権、フォーミュラ・ニッポン、SUPER GTなど）およびフォーミュラ1（F1）について扱う板である。しかし、板内スレッドの圧倒的多数はF1に関連したものであり、F1のレース開催週と未開催週との書き込み数の差が激しいのが特徴（開催週は1日10000レスを超えることもあるが、それ以外の日では平均約2000レスと落ち込む）。また、初期は書き込みが1000に到達するスレッドも少ない板であったが、日本人F1ドライバーの活躍（佐藤琢磨など）の効果で住人が増加した。

#### 歴史
過去、F1のグランプリ結果は個別のスレッド（ドライバーの個人スレッド）や実況スレッドで語られていたが、2005年に「F1GP総合」スレッドが立ち、主にそこで考察などが行われている。2004年以降はレース中の実況行為が各スレッドで目立つようになったことから、sportsサーバーからexサーバーへと移動させられている。
F1レースのある日は2006年では一度も1万を越えることはなかったが、2007年になるとカナダグランプリのあった6月11日（時差の関係で月曜日）に久々の1万超えを達成した。また、9月29日、30日の両方の日にも書き込みが1万を超え、30日は最高記録を更新した。
以下は某ソレさんの休憩所内より
- 2000年1月26日 - 新設(jbbs.net)。新設当時、bbsmenuでの表記は「F1」となっていた。
- 2000年4月15日 - teriサーバーに移転
- 2000年5月20日 - sakiサーバーに移転
- 2000年6月21日 - mentaiサーバーに移転
- 2001年10月12日 - ebiサーバーに移転
- 2001年10月26日 - sportsサーバーに移転
- 2003年8月17日 - 「F1以外のモータースポーツの話題も取り扱っている」という理由から、bbsmenuの表記を今まで使われてきた「F1」から「モータースポーツ」へと変更（板名の変更は無し）。
- 2004年2月16日 - sports3サーバーに移転
- 2004年5月13日 - sports7サーバーに移転
- 2004年6月21日 - sports8サーバーに移転
- 2004年7月22日 - ex8サーバーに移転
- 2004年12月10日 - ex9サーバーに移転
- 2007年1月8日 - ex18サーバーに移転
- 2007年2月4日 - ex21サーバーに移転
- 2008年5月2日 - ex24サーバーに移転
- 2009年8月5日 - yutoriサーバーに移転
- 2010年8月1日 - yuzuruサーバーに移転

### オリンピック板
オリンピックに関する話題を扱う板。

### 的スポーツ板
弓道やダーツなどの的を使うスポーツに関する話題を扱う板。

### 公園スポーツ板
公園で行うスポーツに関する話題を扱う板。

### アメスポ板
アメリカンフットボールなどに関する話題を扱う板。

### チア板
チアリーディングに関する話題を扱う板。

### xsports板
エクストリームスポーツに関する話題を扱う板。